# لوئیستون (مین)
لوئیستون(به انگلیسی: Lewiston) شهری در ایالت مین کشور ایالات متحده آمریکا است که جمعیت آن در سرشماری سال ۲۰۱۰ میلادی، ۳۶٬۵۹۲ نفر بوده‌است.